# Jens Immanuel Baggesen

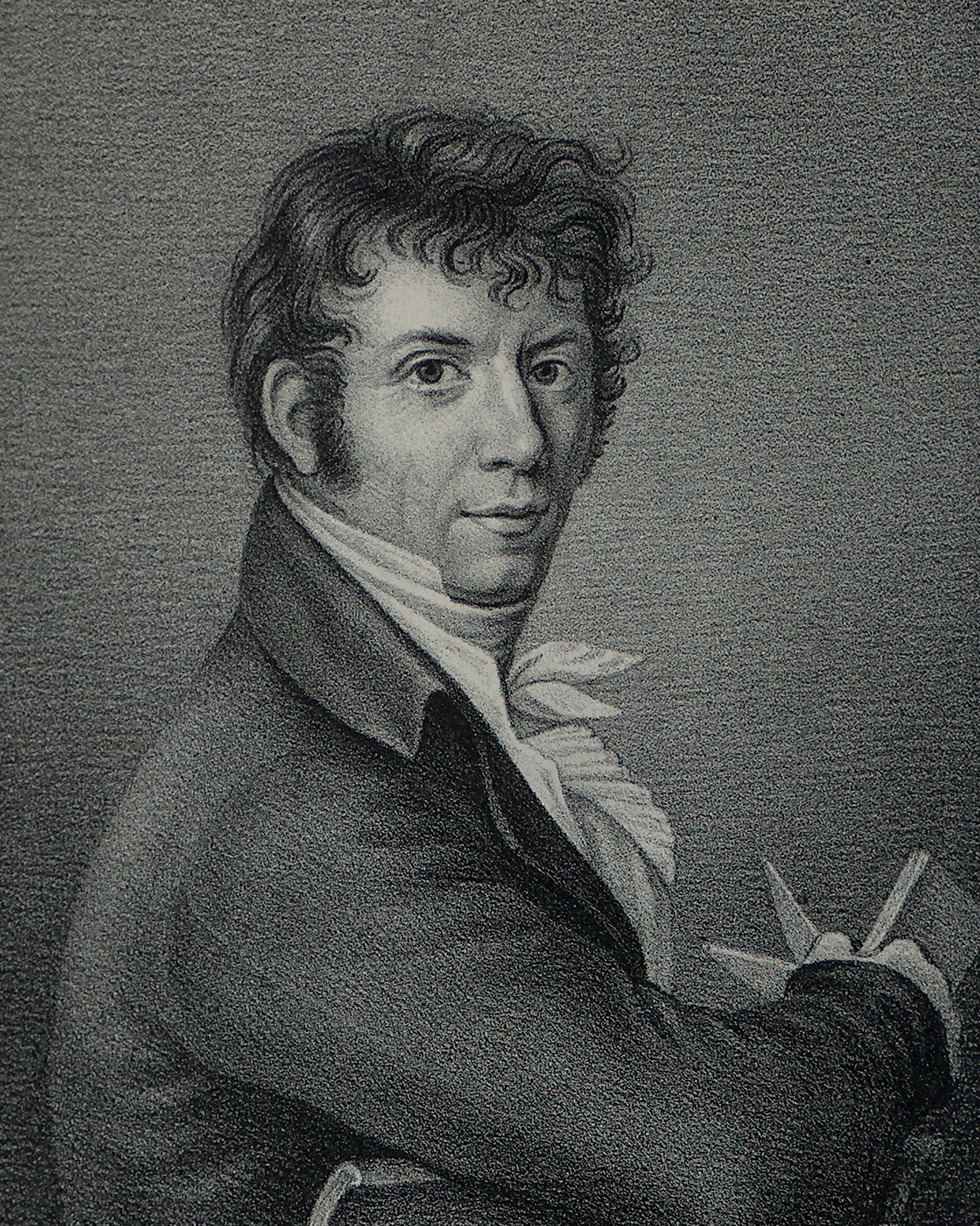
Jens Baggesen

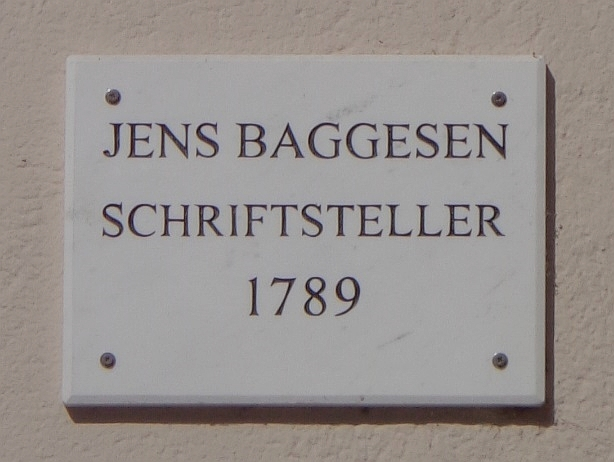
Göttinger Gedenktafel für Jens Baggesen

Jens Immanuel Baggesen (* 15. Februar 1764 in Korsør, Seeland; † 3. Oktober 1826 in Hamburg) war ein dänischer Schriftsteller, Übersetzer und Anhänger der Aufklärung sowie der Französischen Revolution. Einen Teil seiner Werke publizierte er urschriftlich auf Deutsch. Schon zu Lebzeiten wurde er als Dänischer Wieland verehrt.

## Leben
Baggesen war der Sohn sehr armer Eltern und musste schon als Zwölfjähriger als Kopist arbeiten. Der zeitlebens kränkliche Baggesen konnte dank eines Stipendiums für Theologie die Schule in Slagelse absolvieren und ab 1785 in Kopenhagen und Göttingen studieren. Schon während des Studiums nahm der aufgeklärte Student aus Verehrung für Immanuel Kant den zweiten Vornamen Immanuel an.
1785 trat Baggesen mit komischen Erzählungen im Stile Christoph Martin Wielands an die Öffentlichkeit.
Als der 24-jährige Baggesen im Jahr 1788 zu Gast bei dem Guts- und Mühlenbesitzer Hinrich Christian Olde an der Alster in Poppenbüttel war, berichtete er in einer phantastischen Schilderung, „Reise ans Ender der Welt“, von einer Kahnfahrt auf der Alster, die er gemeinsam mit Matthias Claudius, dessen Frau Rebekka und deren Freundin und dem Gutsherren Olde und dessen Diener unternahm.
Der überwältigende Erfolg seiner Erzählungen ermöglichte ihm seine lebenslange Leidenschaft, das Reisen, etwa 1789, als er, anfangs zusammen mit der Schriftstellerin Friederike Brun, durch Deutschland, die Schweiz, Frankreich und Großbritannien fuhr. In Paris ist er dem Bund der Freimaurer beigetreten. Der offizielle Grund für diese Bildungsreisen war Baggesens Gesundheit. Tatsächlich aber wollte er aus Kopenhagen fort, weil er mit dem Libretto zur Oper „Holger Danske“, einer Gemeinschaftsarbeit mit dem Komponisten Friedrich Ludwig Æmilius Kunzen, spektakulär beim Publikum durchgefallen war.
Auf seiner Reise im Jahr 1789 lernte Baggesen seinen lebenslangen Freund Johann Heinrich Voß kennen und heiratete 1790 Sophie von Haller, die Enkelin des Wissenschaftlers Albrecht von Haller. Mit ihr hatte er zwei Söhne: Carl Albrecht Reinhold Baggesen und August Ernst Baggesen. Auf der Rückreise nach Kopenhagen im Spätsommer 1790 wurde Baggesen in Weimar und Jena in den Kreis um Christoph Martin Wieland und Friedrich Schiller eingeladen. Hier lernte er u. a. auch Friedrich Gottlieb Klopstock und Johann Christoph Bode kennen, der ihn mit dem Illuminatenorden bekannt machte. Dass er dem Orden noch 1793 beitrat, wie gelegentlich behauptet wird, ist allerdings falsch; für Gothas Illuminaten wie für Bode in Weimar war der Orden ab 1787 nicht mehr aktiv. Vielmehr wurde Baggesen laut Protokoll vom 23. Juli 1793 sowie seinen eigenen Tagebuchaufzeichnungen in Gotha in die dortige Freimaurerloge Zum Compass aufgenommen, der allerdings viele ehemalige Illuminaten angehörten. Dass Baggesen dabei die beiden ersten Johannisgrade verliehen wurden, wie es im Protokoll heißt, macht es darüber hinaus unwahrscheinlich, dass er zuvor bereits Freimaurer war.

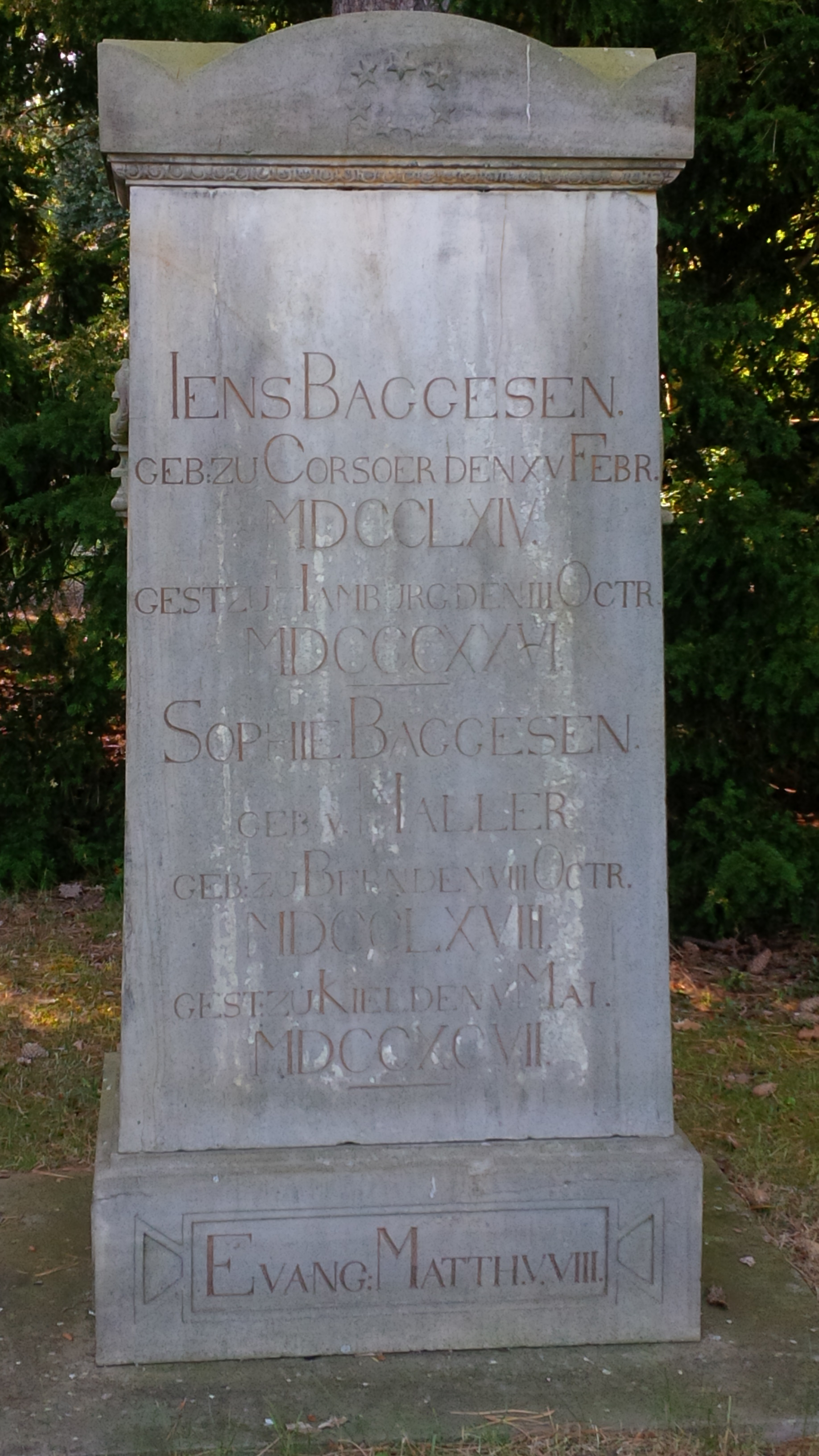
Grabstätte auf dem Parkfriedhof Eichhof Kiel

Baggesen wurde 1796 zum Propst und 1798 zum Schulpräpositus und Theaterdirektor ernannt. Er gab diese Ämter nach einigen Jahren wieder auf und zog 1797, nach dem Tod seiner Ehefrau, nach Paris. Dort heiratete er 1799 ein zweites Mal. 1811 nahm er einen Ruf der Universität Kiel an und lehrte dort bis 1813 als Professor für dänische Sprache und Literatur.
1813 ging Baggesen nach Kopenhagen zurück, wo seine kritischen Artikel gegen Adam Gottlob Oehlenschläger eine öffentliche Literaturfehde auslösten, die bis 1820 andauerte. In diesem Jahr starb seine zweite Ehefrau. Er selbst war verarmt und musste eine Gefängnisstrafe absitzen, weil er eine Schuld nicht begleichen konnte. Der zeitlebens von Depression bedrohte Künstler reagierte auf die Schicksalsschläge mit zeitweiliger geistiger Umnachtung.
Wieder gesundet, ging er nach Bern, reiste aber wieder viel und rastlos. Neben Besuchen in Paris und Weimar suchte er vergeblich Linderung seiner Krankheiten in den Kurbädern Teplitz, Karlsbad und Marienbad. Auf der Heimreise nach einer Kur starb Baggesen am 3. Oktober 1826 in Hamburg in einem Freimaurerspital. Das gemeinsame Grabmal für ihn und Carl Leonhard Reinhold befindet sich auf dem Parkfriedhof Eichhof bei Kiel.
Neben Liebeslyrik und begeisterten Oden an die Französische Revolution publizierte Baggesen vor allem von Christoph Martin Wieland und Ludvig Holberg beeinflusste Verserzählungen. In Dänemark wird Jens Immanuel Baggesen zu den großen Erzählern des 18. und beginnenden 19. Jahrhunderts gezählt. Sein bekanntestes Werk ist die Reiseerzählung „Das Labyrinth“, in der er seine Eindrücke während einer Reise von Kopenhagen nach Basel im Jahr der Französischen Revolution 1789 beschreibt. In Deutschland ist sein Werk eher unbekannt, obwohl sich Baggesen stets für das friedvolle Miteinander und den kulturellen Austausch zwischen Deutschen und Dänen eingesetzt hat.

## Werke (Auswahl)
- 1785: Komische Erzählungen.
- 1789: Das Labyrinth oder Reise durch Deutschland in die Schweiz.
- 1803: Gedichte. (Digitalisat)
- 1804: Parthenaïs oder die Alpenreise. (Digitalisat Theil 1), (Theil 2)
- 1807: Giengaren og han selv eller Baggesen over Baggesen.
- 1808: Heideblumen. (Digitalisat)
- 1826: Adam und Eva oder die Geschichte des Sündenfalls. (Digitalisat)
- 1836: Der vollendete Faust oder Romanien in Jauer. (Neuausgabe, Digitalisat)

## Eponyme
Im März 2000 wurde der Asteroid (4088) Baggesen nach ihm benannt.